# 莊學本
莊學本（1909年—1984年7月15日），上海人。曾任上海《良友》畫報、《中華》畫報、《申報》畫刊特約攝影記者。長期在西南少數民族地區從事攝影工作，拍攝了大量有關西南少數民族生活習俗和社會風貌的圖片資料。1949年後，歷任國家民族事務委員會參事，民族出版社畫刊編輯室、《民族畫報》社編輯部副主任，中國攝影家協會第一、二屆理事。有《庄學本少數民族攝影選》。